# Maurício Gugelmin
Maurício Gugelmin (Joinville, 20 aprile 1963) è un ex pilota automobilistico brasiliano.
Campione di F3 britannica e vincitore del Gran Premio di Macao nel 1985, disputò cinque stagioni in Formula 1, ottenendo un terzo posto al Gran Premio del Brasile 1989 come miglior risultato. Passato alla CART nel 1993, vinse a Vancouver nel 1997 e chiuse quarto quel campionato. 
Nel 2001 abbandonò le corse per dedicarsi all'azienda di famiglia.

## Carriera

### Le formule minori
Gugelmin esordì nei kart ove vinse il campionato brasiliano nel 1980. L'anno seguente si impose nella Formula FIAT e nel 1982 in Gran Bretagna vinse il campionato di Formula Ford 1600. Passò poi alla Formula Ford 2000, aggiudicandosi nel 1984 il Campionato Europeo. Nel 1985 passò in Formula 3 e vinse il Gran Premio di Macao. La carriera s'arrestò quando Gugelmin l'anno seguente passò in Formula 3000: in due stagioni conquistò solo una vittoria.

### Formula 1

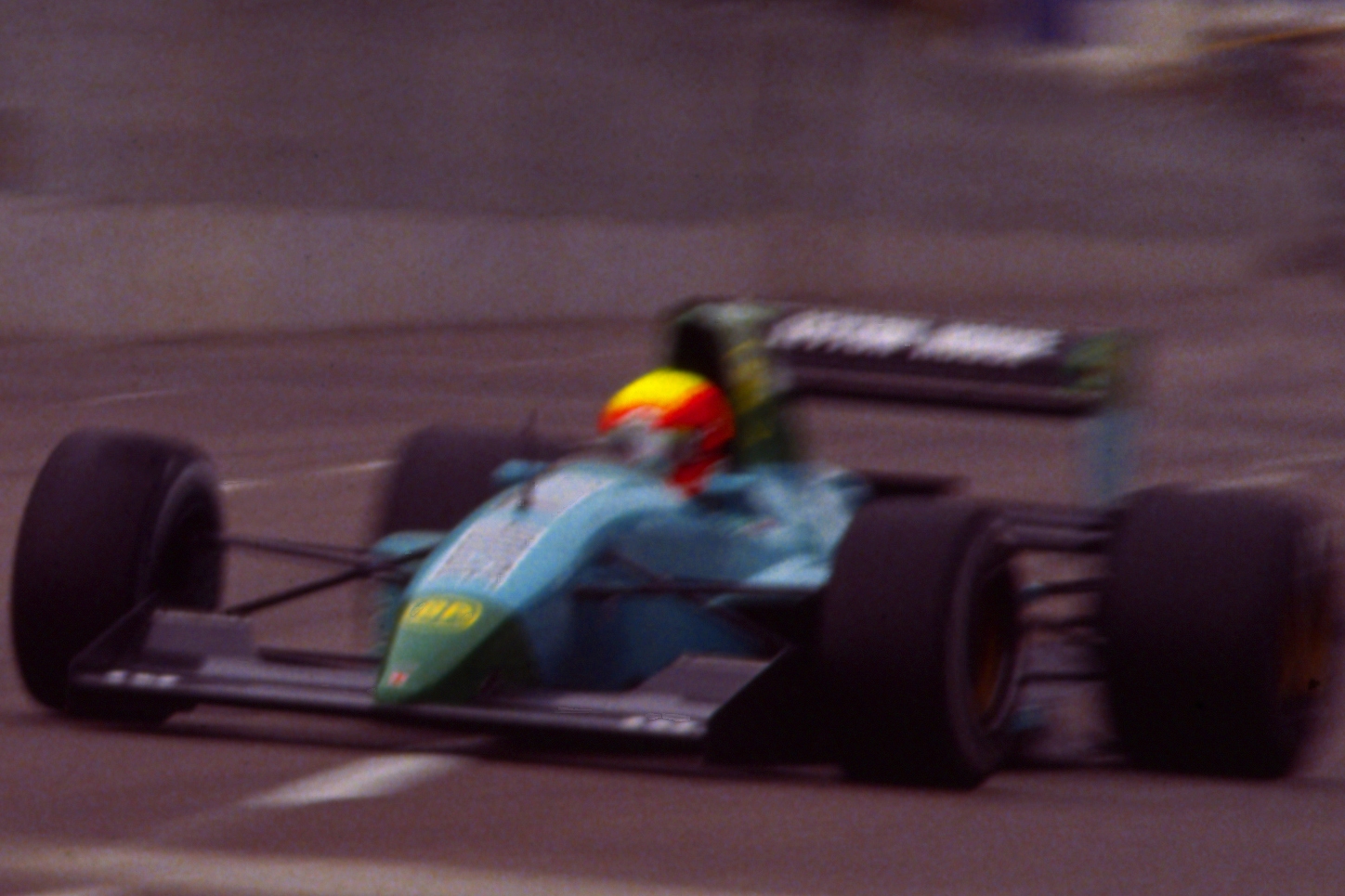
Gugelmin al Gran Premio degli Stati Uniti nel 1991.

Nel 1986 Gugelmin aveva avuto contatti con la Lotus, che alla fine preferì Johnny Dumfries.
Nel 1988 passò alla March, insieme a Ivan Capelli. La vettura, progettata da Adrian Newey, era competitiva e dopo un inizio di stagione negativo Gugelmin fu quarto nel Gran Premio di Gran Bretagna. Fu quinto in Ungheria, concludendo il campionato in tredicesima posizione con cinque punti.
Nel 1989 Gugelmin conquistò l'unico suo podio in Brasile (terzo) e fece segnare il giro più veloce nel Gran Premio di Francia; tuttavia il team aveva difficoltà economiche e questo ne limitò il potenziale.
Nel 1990 la March fu acquisita dalla casa finanziaria giapponese Leyton House; la nuova CG901, progettata da Adrian Newey, era molto difficile da assettare, e Gugelmin fallì la qualificazione in quattro delle prime sei gare. Tuttavia nel Gran Premio di Francia la vettura, grazie ad alcune modifiche, fu competitiva, tanto da permettere a Capelli e Gugelmin, che non avevano effettuato il cambio gomme, di mantenere a lungo la prima e la seconda posizione. Il brasiliano fu però costretto al ritiro per la rottura del motore e nella stagione ottenne solo un punto al Gran Premio del Belgio.
La stagione seguente fu ancora peggiore: il progettista Newey se n'era andato, la vettura era assai scarsa e il team aveva problemi economici; Gugelmin chiuse la stagione a zero punti. Il passaggio alla Jordan per il 1992 non migliorò le cose: anche il team irlandese aveva difficoltà economiche e una vettura poco competitiva, con un motore Yamaha debole e inaffidabile. Come l'anno precedente, Gugelmin chiuse la stagione senza punti e a fine anno si ritirò dalla Formula 1.

### CART
Abbandonata la Formula 1 corse per molte stagioni nel campionato nordamericano di Formula CART, ottenendo nel 1997 una vittoria a Vancouver.

### Gli ultimi anni
Al termine della stagione 2001 abbandonò le corse, dopo essere uscito quasi illeso da un incidente nell'ovale di Texas - Fort Worth e dopo la perdita del terzo figlio Giuliano che, tetraplegico dalla nascita, era morto per complicazioni respiratorie a sei anni.
Anche gli altri suoi figli hanno corso in auto.
Vive in Brasile.

## Risultati completi in Formula 1
| 1988 | Scuderia | Vettura |     |    |     |     |     |     |   |   |   |   |     |   |     |   |    |     |  | Punti | Pos. |
| ---- | -------- | ------- | --- | -- | --- | --- | --- | --- | - | - | - | - | --- | - | --- | - | -- | --- |  | ----- | ---- |
| 1988 | March    | 881     | Rit | 15 | Rit | Rit | Rit | Rit | 8 | 4 | 8 | 5 | Rit | 8 | Rit | 7 | 10 | Rit |  | 5     | 13º  |

| 1989 | Scuderia | Vettura      |   |     |     |    |     |     |    |     |     |     |   |     |    |     |   |   |  | Punti | Pos. |
| ---- | -------- | ------------ | - | --- | --- | -- | --- | --- | -- | --- | --- | --- | - | --- | -- | --- | - | - |  | ----- | ---- |
| 1989 | March    | 881 e CG 891 | 3 | Rit | Rit | NQ | Rit | Rit | NC | Rit | Rit | Rit | 7 | Rit | 10 | Rit | 7 | 7 |  | 4     | 16º  |

| 1990 | Scuderia     | Vettura |    |    |     |    |    |    |     |    |     |   |   |     |    |   |     |     |  | Punti | Pos. |
| ---- | ------------ | ------- | -- | -- | --- | -- | -- | -- | --- | -- | --- | - | - | --- | -- | - | --- | --- |  | ----- | ---- |
| 1990 | Leyton House | CG901   | 14 | NQ | Rit | NQ | NQ | NQ | Rit | NP | Rit | 8 | 6 | Rit | 12 | 8 | Rit | Rit |  | 1     | 18º  |

| 1991 | Scuderia     | Vettura |     |     |    |     |     |     |   |     |     |    |     |    |   |   |   |    |  | Punti | Pos. |
| ---- | ------------ | ------- | --- | --- | -- | --- | --- | --- | - | --- | --- | -- | --- | -- | - | - | - | -- |  | ----- | ---- |
| 1991 | Leyton House | CG911   | Rit | Rit | 12 | Rit | Rit | Rit | 7 | Rit | Rit | 11 | Rit | 15 | 7 | 7 | 8 | 14 |  | 0     |      |

| 1992 | Scuderia | Vettura |    |     |     |     |   |     |     |     |     |    |    |    |     |     |     |     |  | Punti | Pos. |
| ---- | -------- | ------- | -- | --- | --- | --- | - | --- | --- | --- | --- | -- | -- | -- | --- | --- | --- | --- |  | ----- | ---- |
| 1992 | Jordan   | 192     | 11 | Rit | Rit | Rit | 7 | Rit | Rit | Rit | Rit | 15 | 10 | 14 | Rit | Rit | Rit | Rit |  | 0     |      |

| Legenda | 1º posto     | 2º posto | 3º posto    | A punti         | Senza punti/Non class.  | Grassetto – Pole position Corsivo – Giro più veloce |
| Legenda | Squalificato | Ritirato | Non partito | Non qualificato | Solo prove/Terzo pilota | Grassetto – Pole position Corsivo – Giro più veloce |